# شاه کرم خدادادی
شاه کرم خدادادی، روستایی از توابع بخش مرکزی شهرستان پل‌دختر در استان لرستان ایران است.

## جمعیت
این روستا در دهستان میانکوه غربی قرار دارد و براساس سرشماری مرکز آمار ایران در سال ۱۳۸۵، جمعیت آن زیر سه خانوار بوده‌است.